# كينتون كيث
كينتون كيث (بالإنجليزية: Kenton Keith)‏ هو لاعب كرة قدم أمريكية ولاعب كرة قدم كندية أمريكي، ولد في 14 يوليو 1980 في لنكن في الولايات المتحدة.

## وصلات خارجية
- كينتون كيث على موقع مرجع كرة القدم المحترفة.كوم (الإنجليزية)
- كينتون كيث على موقع JustSportsStats.com (الإنجليزية)